# Happy Rhodes
Happy Rhodes  (nacida Kimberley Tyler Rhodes; 9 de agosto de 1965) es una cantante y compositora estadounidense, con una espectacular voz, la cual posee cuatro octavas de rango vocal. Ha grabado un total de 11 álbumes desde 1986.
Entre sus influencias y artistas a los que admira se encuentran Kate Bush, Queen, Bach, Peter Gabriel, Yes y David Bowie, y a su vez ella misma ha influenciado a otros artistas como Noe Venable, Robert German, Lisse Kathe.
A destacar su voz, que en las notas más agudas se la compara con Kate Bush y en las más graves a Annie Lennox, y también las letras de sus canciones, las cuales son sorprendentemente oscuras, especialmente en sus primeros álbumes ya que suelen hablar de depresión, suicidio, y muerte.
Rhodes nunca ha hablado demasiado sobre su infancia, pero en algunas entrevistas ha indicado que no fue especialmente feliz. Esa infelicidad la traspasó a la pintura y a su música, en las cuales se refugiaba.
Muchos fanes opinan que tiene gran facilidad de transmitir ese tipo de sentimientos en sus canciones, sintiéndose estos muy identificados con ellas.